# Тшуапа—Ломами—Луалаба

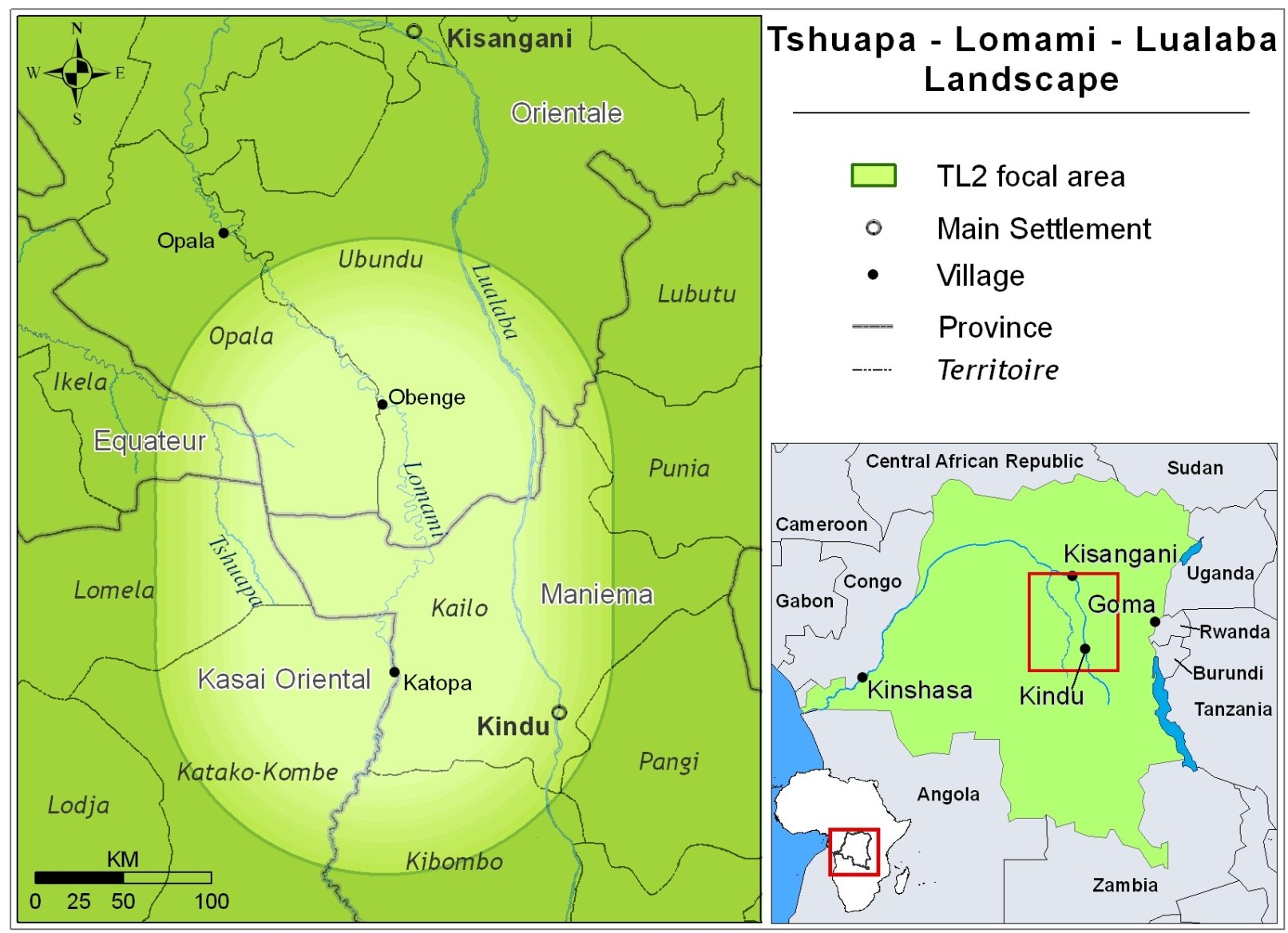
Карта ландшафта TL2.

Тшуапа–Ломами–Луалаба — заповедник, находящийся в центральной части Демократической Республики Конго.

## География
Этот регион характеризуется наличием трёх основных рек: Тшуапа, Луалаба и Ломами. Эти реки определяют границы региона, который также известен как TL2. Река Тшуапа является его западной границей, Луалаба — восточной, а река Ломами протекает через центр региона. Площадь региона составляет более 40 000 км². Это один из крупнейших массивов нетронутых лесов в Демократической Республике Конго. Население региона характеризуется низкой плотностью, а иммиграция незначительна.

## Фауна
В центральной части региона обитают наиболее важные популяции ключевых видов фауны, таких как бонобо и слон. Эту территорию можно разделить на три взаимосвязанных сектора охраны.
Существует два основных сектора охраны: один в провинции Чопо и один в провинции Маниема, которые ранее являлись западным и юго-западным районами бывшей провинции Ориентале соответственно. Также существует третий, меньший сектор в Касаи-Ориентале.
Исследования показывают, что в этом регионе обитает крупная популяция бонобо, а также последняя значительная популяция слонов между реками Тшуапа и Луалаба. Концентрации этих двух ключевых видов также соответствуют самым высоким концентрациям многих других крупных млекопитающих, включая приматов, на всей территории этого лесного ландшафта.
Леса в водоразделах Ломами-Луалаба представляют собой восточную границу ареала эндемичной большой обезьяны Конго, бонобо. 
Бонобо встречаются на большей части территории TL2, хотя их распространение неравномерно, и в некоторых районах, где они присутствуют, бонобо встречаются редко. Наибольшие концентрации бонобо наблюдаются на юге ландшафта, ближе к экотону лес-саванна.
Бонобо были зарегистрированы только в нескольких местах в ходе обследований за пределами территории, определённой как ландшафт сохранения TL2, и данные свидетельствуют о том, что популяции бонобо небольшие и разбросанные. Согласно информации, полученной в ходе интервью с охотниками и жителями деревень, бонобо исчезли из некоторых районов за последние два десятилетия из-за увеличения уровня охоты.
В настоящее время лесные слоны обитают в основном в одном районе, расположенном в водоразделе реки Туту — притока реки Ломами. Площадь этого района составляет около 5000 км². В других частях ландшафта слоны встречаются редко, и все они очень мобильны.
Существует вероятность сохранения популяции лесных слонов в долгосрочной перспективе, однако существующие популяции были почти полностью уничтожены в результате десятилетнего интенсивного браконьерства, связанного с военными действиями и широким распространением огнестрельного оружия военного образца.
Окапи встречаются по обе стороны реки Ломами, что расширяет известный ареал вида. Однако в данном ландшафте окапи встречаются нечасто.

### Приматы
Распространение нескольких видов и подвидов приматов ограничено определённым ландшафтным регионом TL2.
В 2007 году в этом регионе был обнаружен новый вид приматов, который в просторечии называют лесулой. Этот вид наиболее тесно связан с соволицей обезьяной, Cercopithecus hamlyni.
В течение следующих пяти лет была проведена значительная работа по завершению таксономической классификации нового вида и подтверждению важности и значимости открытия.
13 сентября 2012 года было официально объявлено, что открытие лесулы (Cercopithecus lomamiensis) подтверждено. Окончательная классификация вида была основана преимущественно на геномных данных.